# 广州市安康医院
广州市安康医院隶属于广州市公安局，位于广东省佛山市南海区里水镇。 该医院是一所安康医院，是对危害社会治安的精神病人依法进行强制医疗的专门机构。

## 简介
该院于2003年1月正式动工，2003年10月9日正式启用。最初该院由广州市公安局与广州市民政局合建，其管理模式为，广州市公安局负责医院机构组建，并负责管理医院内精神病人；广州市民政局为医院提供医疗设备、医务人员、后勤服务。2004年广州市人民政府决定由广州市公安局统一管理该院。
该医院名称为“广州市安康医院”而不是“广州市公安局安康医院”。在医院建院过程中，针对广州市人大代表的质疑，广州市公安局负责人肯定该医院正式名称为“广州市安康医院”。